# 夕焼けは、君のキャンバス
「夕焼けは、君のキャンバス」（ゆうやけは、きみのキャンバス）は、2016年12月7日にリリースされた、稲垣潤一初の配信限定シングル。「ダイハツ・ムーヴキャンバス」テーマソング。